# Куњ
Куњ (хрв. Kunj, итал. Cugno) је насељено место у општини Раша, Истарска жупанија, Хрватска.

## Историја
До територијалне реорганизације у Хрватској био је у саставу старе општине Лабин.

## Становништво
У попису становништва из 2011. године, Куњ је имао 70 становника.
| Број становника према пописима | Број становника према пописима | Број становника према пописима | Број становника према пописима | Број становника према пописима | Број становника према пописима | Број становника према пописима | Број становника према пописима | Број становника према пописима | Број становника према пописима | Број становника према пописима | Број становника према пописима | Број становника према пописима | Број становника према пописима | Број становника према пописима | Број становника према пописима |
| ------------------------------ | ------------------------------ | ------------------------------ | ------------------------------ | ------------------------------ | ------------------------------ | ------------------------------ | ------------------------------ | ------------------------------ | ------------------------------ | ------------------------------ | ------------------------------ | ------------------------------ | ------------------------------ | ------------------------------ | ------------------------------ |
| 1857                           | 1869                           | 1880                           | 1890                           | 1900                           | 1910                           | 1921                           | 1931                           | 1948                           | 1953                           | 1961                           | 1971                           | 1981                           | 1991                           | 2001                           | 2011                           |
| 469                            | 481                            | 113                            | 142                            | 154                            | 176                            | 930                            | 1,096                          | 266                            | 167                            | 136                            | 131                            | 113                            | 107                            | 85                             | 70                             |

Напомена: Године 1857, 1869, 1921. и 1931. садржи податке за насеља Барбићи, Летајац, Мали Турини (Света Недеља), Топид и Вели Турини (Света Недеља).